# Acropyga bruchi
Acropyga bruchi é uma espécie de formiga do gênero Acropyga, pertencente à subfamília Formicinae.